# Staying Alive (film)

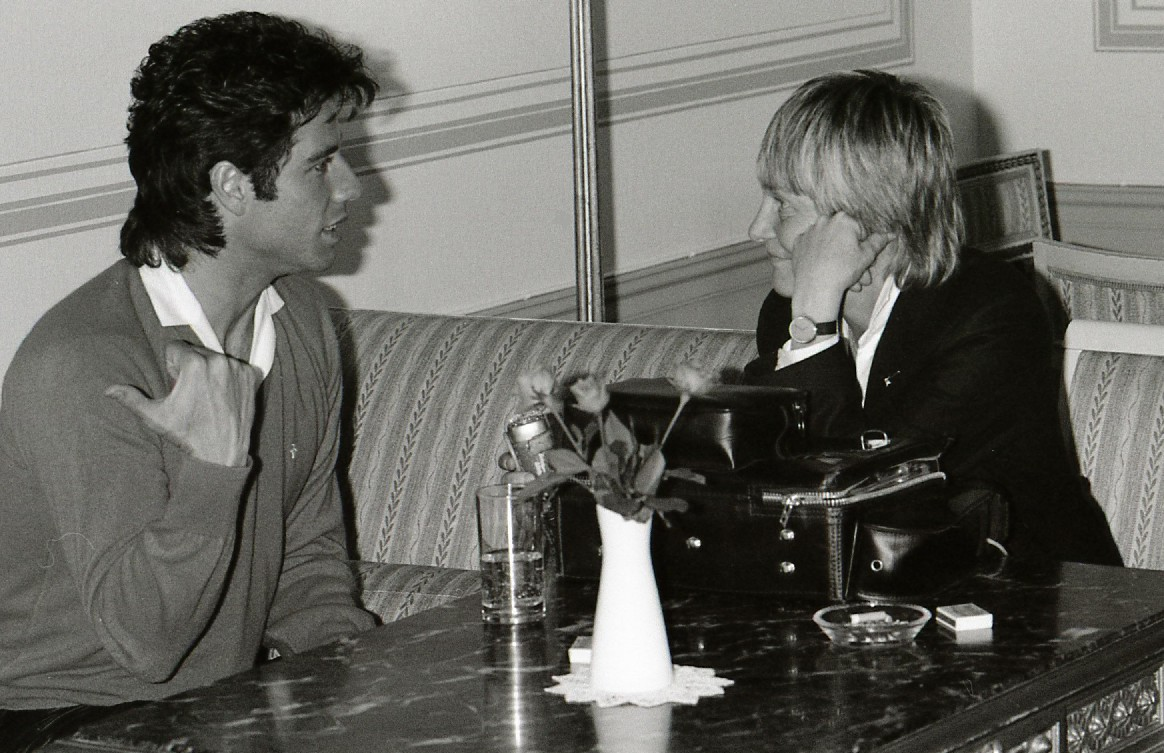
Kersti Adams-Ray intervjuar John Travolta om filmen under hans besök i Sverige veckan före premiären.

Staying Alive är en amerikansk musikfilm från 1983. I huvudrollerna ses John Travolta, Cynthia Rhodes, Finola Hughes och Steve Inwood.

## Handling
Filmen är en uppföljare till Saturday Night Fever och utspelar sig fem år senare. Tony Manero bor numera på Manhattan och jobbar som danslärare och servitör.

## Om filmen
- Filmen hade svensk premiär den 7 oktober 1983. I Stockholm visades Staying Alive först på biograferna Palladium vid Kungsgatan (i 70 mm kopia) och på Filmstaden vid Mäster Samuelsgatan. Dagen därpå även på Draken vid Fridhemsplan.
- John Travolta kom till Stockholm veckan innan premiären och gav under tre dagar intervjuer för skandinavisk och finsk media.

Filmkritikern  Jan Aghed var känd för sina slagkraftiga formuleringar, speciellt när han inte uppskattade en film, som slutklämmen i sin recension i Sydsvenskan av Staying Alive.
| ”                 | Skrivet, regisserat och producerat av Sylvester Stallone, förefaller det hela som spökskrivet av dennes alter ego Rocky efter vid pass åtta nedslagningar | „ |
| – Jan Aghed 1983. | |   |

## Tagline
- The fever still burns!

## Rollista i urval
- John Travolta – Tony Manero
- Cynthia Rhodes – Jackie
- Finola Hughes – Laura
- Steve Inwood – Jesse
- Julie Bovasso – Mrs. Manero
- Charles Ward – Butler
- Cindy Perlman – Cathy
- Norma Donaldson – Fatima
- Robert Martini – Fred